# Episodi di St. Pauli-Landungsbrücken (prima stagione)
La prima stagione della serie televisiva St. Pauli-Landungsbrücken è stata trasmessa in anteprima in Germania dalla ARD tra il 9 novembre 1979 e il 1980.
| nº | Titolo originale             | Titolo italiano | Prima TV Germania | Prima TV Italia |
| -- | ---------------------------- | --------------- | ----------------- | --------------- |
| 1  | Brückenwart Heiner Eck       | inedito         | 9 novembre 1979   | inedito         |
| 2  | Begegnung                    | inedito         | 1979              | inedito         |
| 3  | Gretchen Ebelmann            | inedito         | 1979              | inedito         |
| 4  | Bordwache                    | inedito         | 1979              | inedito         |
| 5  | Fluchtpläne                  | inedito         | 1979              | inedito         |
| 6  | Sabine                       | inedito         | 1979              | inedito         |
| 7  | Eine ganz normale Ausbildung | inedito         | 1979              | inedito         |
| 8  | Der Trick                    | inedito         | 1979              | inedito         |
| 9  | Lizzy Matern                 | inedito         | 1980              | inedito         |
| 10 | Wilder Majoran               | inedito         | 1980              | inedito         |
| 11 | Papas Tochter                | inedito         | 1980              | inedito         |
| 12 | Das Geschenk                 | inedito         | 1980              | inedito         |
| 13 | Kurzurlaub                   | inedito         | 1980              | inedito         |
| 14 | Vor Anker gehen              | inedito         | 1980              | inedito         |
| 15 | Der Italiener                | inedito         | 1980              | inedito         |
| 16 | Barkasse Pösel               | inedito         | 1980              | inedito         |
| 17 | Frau Klagens                 | inedito         | 1980              | inedito         |
| 18 | Walter und Erni              | inedito         | 1980              | inedito         |
| 19 | Der Fan                      | inedito         | 1980              | inedito         |
| 20 | Der 65. Geburtstag           | inedito         | 1980              | inedito         |
| 21 | Immer lustig                 | inedito         | 1980              | inedito         |
| 22 | Drei Wochen im Dock          | inedito         | 1980              | inedito         |
| 23 | Rio                          | inedito         | 1980              | inedito         |
| 24 | Der erste Versuch            | inedito         | 1980              | inedito         |
| 25 | Tunnelfeger Kurt Poddich     | inedito         | 1980              | inedito         |
| 26 | Geburtstagüberraschung       | inedito         | 1980              | inedito         |
| 27 | Kleine Hexe                  | inedito         | 1980              | inedito         |
| 28 | Der Runner                   | inedito         | 1980              | inedito         |
| 29 | Die geborene Freundin        | inedito         | 1980              | inedito         |
| 30 | Hafenforellen                | inedito         | 1980              | inedito         |